# Kolektywizm
Kolektywizm – pogląd traktujący wspólnoty, grupy i zbiorowości jako elementarne 
jednostki społeczne.
Przeciwieństwem kolektywizmu jest indywidualizm. 
W krajach komunistycznych oznacza zasadę przymusu wspólnej własności i zbiorowej pracy, która jest tam propagowana i praktykowana (zob. kolektywizacja, kolektywizacja w ZSRR, kolektywizacja w PRL, komuny ludowe w ChRL).
Kolektywizm oznacza również sposób zarządzania oparty na wspólnej własności środków produkcji i pogląd uzasadniający celowość takiego sposobu gospodarowania.